# Downset.
downset. é uma banda de rapcore e hardcore punk formada em Los Angeles, Califórnia nos anos 1980. A música da banda mistura Hip hop, funk, hardcore punk e heavy metal com "letras socialmente conscientes". São conhecidos por terem sido uma das primeiras bandas a incorporar o hip hop e o funk nas suas músicas.

## História
Inicialmente a banda chamava-se Social Justice. Sob este nome lançaram o primeiro álbum Unity Is Strength em 1989 e o EP I Refuse To Lose em 1992.
Em 1992 a banda mudou o nome para downset. No ano seguinte lançaram a demo Our Suffocation.
Nos finais de 1994 a banda assinou com a Mercury Records. Desde contrato nasceu o álbum downset. Dois anos depois a banda lança o álbum que mais sucesso fez Do We Speak A Dead Language?
Em 2000, depois de assinarem com a Epitaph Records, lançaram o álbum Check Your People.
Depois de muitas mudanças na formação da banda, é apresentado o álbum Universal.
Downset. esteve em tour com bandas como Linkin Park, Slayer, Metallica e Anthrax.

## Membros

### Actuais
- Rey Oropeza - vocal
- Ares Schwager - guitarra
- Rico Villasenor - baixo
- Chris Lee - bateria

### Ex-membros
- Rogelio Lozano - guitarra
- Andrew Klein - guitarra
- James Morris - baixo
- Chris Hamilton - bateria

## Discografia
- 1989 - Unity Is Strength (Social Justice)
- 1992 - I Refuse To Lose  (EP)(Social Justice)
- 1993 - Our Suffocation (demo)
- 1994 - downset.
- 1996 - Do We Speak A Dead Language?
- 2000 - Cold Blue Coma (EP)
- 2000 - Check Your People
- 2004 - Universal
- 2014 -  One Blood